# Villapriolo
Villapriolo is een plaats (frazione) in de Italiaanse gemeente Villarosa.